# نان تشانغ
نان تشانغ (بالإنجليزية: Nan Zhang)‏ هي عارضة وممثلة أمريكية، ولدت في 1 نوفمبر 1986 في بنغبو في الصين.

## وصلات خارجية
- نان تشانغ على موقع IMDb (الإنجليزية)
- نان تشانغ على موقع قاعدة بيانات الفيلم (الإنجليزية)